# Rundsill
Rundsill (Etrumeus teres) är en fiskart som först beskrevs av James Ellsworth De Kay 1842.  Rundsill ingår i släktet Etrumeus och familjen sillfiskar. Inga underarter finns listade i Catalogue of Life. Den klassificerades tidigare som en medlem av sillfamiljen , men den har nu klassificerats som en medlem av familjen Arunidae
Den är spridd i kustvattnen kring Japan, Kina, Korea och Taiwan. Den är särskilt vanlig i kustvatten med varma strömmar. De gör säsongsmässiga vandringar, norrut på våren och sommaren, och söderut på hösten och vintern. Längs Japans kust dyker den också upp i stim längs Hokkaidos kust på sommaren. Den äter huvudsakligen plankton.
Underkäken sticker ut något framför överkäken. Ca 30 cm lång. Kroppsfärgen är indigo på ryggen och silvervit på buken, utan andra iögonfallande markeringar. Kroppen är långsträckt framifrån och bakåt, äggformad i tvärsnitt med en något utbuktande rygg och har 53-56 fjäll per kolonn, vilket är finare än hos ansjovis och sardiner.
Eftersom den snabbt förfars är distributionen som färskt livsmedel väldigt begränsad.